# Butomaceae
Водољуби (лат. Butomaceae) је монотипска породица монокотиледоних скривеносеменица, која обухвата само једну врсту - Butomus umbellatus, водену биљку евроазијског распрострањења. Биљка је људским деловањем интродукована у Северну Америку и тамо натурализована. Статус породице постоји у већини класификационих схема, али са различитом позицијом.